# Història de la meva mort
Història de la meva mort is een Spaans-Franse dramafilm uit 2013 onder regie van Albert Serra. Hij won met deze film de Gouden Luipaard op het filmfestival van Locarno.

## Verhaal
Casanova is bekend om zijn spectaculaire seksuele veroveringen. Hij komt met zijn dienaar aan in een klein boerendorp. Daar maakt hij kennis met de geheimzinnige graaf Dràcula.

## Rolverdeling
- Vicenç Altaió: Casanova
- Lluís Serrat: Pompeu
- Eliseu Huertas: Dràcula
- Noelia Rodenas: Delfina
- Clara Visa: Clar
- Montse Triola: Carmen
- Mike Landscape: Poeta
- Lluís Carbó: Senyor
- Clàudia Robert: Noia
- Xavier Pau: Pare
- Floarga Dootz: Mare
- Rosa Tharrats: Noia
- Sebastián Vogler: Jugador